# Caye Quintana
Cayetano Quintana Hernández (Isla Cristina, Huelva, 20 de diciembre de 1993), más conocido como Caye Quintana, es un futbolista español. Juega como delantero y su equipo es el R. C. Recreativo de Huelva de la Segunda Federación.

## Trayectoria
El delantero isleño llegó al Recreativo de Huelva en 2010, procedente del Isla Cristina en edad juvenil y donde ya se encontraba su hermano, Antonio Quintana.
Tras cuatro temporadas en la cantera albiazul, anotando muchos goles y teniendo protagonismo en el Juvenil A y el Recre B, el isleño tuvo una primera experiencia fuera del Decano, cedido en el Écija, club que terminaría descendido a Tercera División. Las bajas del primer equipo le abrieron la puerta, anotando 4 goles y disputando 19 partidos.
El ariete disputó en la temporada 2014-15, 19 partidos con el Recreativo de Huelva en la Segunda División, encuentros en los que firmó cuatro dianas.
En 2015, tras no aceptar la oferta de renovación del Decano (en torno a los 20 000 euros), el delantero isleño dejó el club y firmó con el Real Valladolid C. F. para reforzar el filial y alternar con el primer equipo.
En agosto de 2016 fichó por el Racing de Santander.
En enero de 2017 causó baja en el Racing después de disputar 18 partidos de Liga (9 como titular, 2 goles) y se convierte en refuerzo del Real Mallorca"B".
En el verano de 2018 volvió al club de su tierra, el Recreativo de Huelva.  
En el verano de 2019 fichó por el Cádiz C. F. Durante la primera vuelta de la liga jugaría 13 partidos con el conjunto gaditano antes de salir cedido en el mercado invernal.
En el mercado invernal se convirtió en jugador del C. F. Fuenlabrada hasta el final de la temporada. Con el conjunto madrileño jugaría 14 partidos en los que anotaría un gol.
El 8 de septiembre de 2020 se hizo oficial su fichaje por el Málaga C. F. de la Segunda División en calidad de cedido por el Cádiz C. F.
En julio de 2021 se desvinculó del conjunto gaditano y firmó por tres años con el Śląsk Wrocław. Después del segundo llegó a un acuerdo para rescindir su contrato y regresó al Recreativo de Huelva.

## Estadísticas
Actualizado al último partido disputado el 11 de mayo de 2025.
| Club | Div.          | Temporada     | Liga  | Liga  | Copas nacionales(1) | Copas nacionales(1) | Copas internacionales(2) | Copas internacionales(2) | Total | Total |
| Club | Div.          | Temporada     | Part. | Goles | Part.               | Goles               | Part.                    | Goles                    | Part. | Goles |
| --- | ------------- | ------------- | ----- | ----- | ------------------- | ------------------- | ------------------------ | ------------------------ | ----- | ----- |
| Isla Cristina F. C. · España                                                                                        | 1.ª AND       | 2010-11       | 4     | 0     | —                   | —                   | —                        | —                        | 4     | 0     |
| Isla Cristina F. C. · España                                                                                        | Total club    | Total club    | 4     | 0     | 0                   | 0                   | 0                        | 0                        | 4     | 0     |
| R. C. Recreativo de Huelva "B" · España                                                                             | 3.ª           | 2011-12       | 1     | 0     | Inaccesibles        | Inaccesibles        | Inaccesibles             | Inaccesibles             | 1     | 0     |
| R. C. Recreativo de Huelva "B" · España                                                                             | 3.ª           | 2012-13       | 26    | 6     | Inaccesibles        | Inaccesibles        | Inaccesibles             | Inaccesibles             | 26    | 6     |
| R. C. Recreativo de Huelva "B" · España                                                                             | 3.ª           | 2013-14       | 15    | 5     | Inaccesibles        | Inaccesibles        | Inaccesibles             | Inaccesibles             | 15    | 5     |
| Écija Balompié · España                                                                                             | 2.ª B         | 2013-14       | 9     | 2     | —                   | —                   | —                        | —                        | 9     | 2     |
| Écija Balompié · España                                                                                             | Total club    | Total club    | 9     | 2     | 0                   | 0                   | 0                        | 0                        | 9     | 2     |
| R. C. Recreativo de Huelva "B" · España                                                                             | 3.ª           | 2014-15       | 19    | 3     | Inaccesibles        | Inaccesibles        | Inaccesibles             | Inaccesibles             | 19    | 3     |
| R. C. Recreativo de Huelva "B" · España                                                                             | Total club    | Total club    | 61    | 14    | 0                   | 0                   | 0                        | 0                        | 61    | 14    |
| R. C. Recreativo de Huelva · España                                                                                 | 2.ª           | 2014-15       | 19    | 4     | 0                   | 0                   | —                        | —                        | 19    | 4     |
| Real Valladolid C. F. "B" · España                                                                                  | 2.ª B         | 2015-16       | 33    | 7     | Inaccesibles        | Inaccesibles        | Inaccesibles             | Inaccesibles             | 33    | 7     |
| Real Valladolid C. F. "B" · España                                                                                  | Total club    | Total club    | 33    | 7     | 0                   | 0                   | 0                        | 0                        | 33    | 7     |
| Real Valladolid C. F. · España                                                                                      | 2.ª           | 2015-16       | 1     | 0     | 0                   | 0                   | —                        | —                        | 1     | 0     |
| Real Valladolid C. F. · España                                                                                      | Total club    | Total club    | 1     | 0     | 0                   | 0                   | 0                        | 0                        | 1     | 0     |
| Racing de Santander · España                                                                                        | 2.ª B         | 2016-17       | 18    | 2     | 2                   | 1                   | —                        | —                        | 20    | 3     |
| Racing de Santander · España                                                                                        | Total club    | Total club    | 18    | 2     | 2                   | 1                   | 0                        | 0                        | 20    | 3     |
| R. C. D. Mallorca "B" · España                                                                                      | 2.ª B         | 2016-17       | 14    | 4     | Inaccesibles        | Inaccesibles        | Inaccesibles             | Inaccesibles             | 14    | 4     |
| R. C. D. Mallorca "B" · España                                                                                      | Total club    | Total club    | 14    | 4     | 0                   | 0                   | 0                        | 0                        | 14    | 4     |
| F. C. Jumilla · España                                                                                              | 2.ª B         | 2017-18       | 33    | 5     | —                   | —                   | —                        | —                        | 33    | 5     |
| F. C. Jumilla · España                                                                                              | Total club    | Total club    | 33    | 5     | 0                   | 0                   | 0                        | 0                        | 33    | 5     |
| R. C. Recreativo de Huelva · España                                                                                 | 2.ª B         | 2018-19       | 39    | 18    | —                   | —                   | —                        | —                        | 39    | 18    |
| Cádiz C. F. · España                                                                                                | 2.ª           | 2019-20       | 13    | 1     | 2                   | 0                   | —                        | —                        | 15    | 1     |
| Cádiz C. F. · España                                                                                                | Total club    | Total club    | 13    | 1     | 2                   | 0                   | 0                        | 0                        | 15    | 1     |
| C. F. Fuenlabrada · España                                                                                          | 2.ª           | 2019-20       | 14    | 0     | 0                   | 0                   | —                        | —                        | 14    | 0     |
| C. F. Fuenlabrada · España                                                                                          | Total club    | Total club    | 14    | 0     | 0                   | 0                   | 0                        | 0                        | 14    | 0     |
| Málaga C. F. · España                                                                                               | 2.ª           | 2020-21       | 35    | 3     | 3                   | 2                   | —                        | —                        | 38    | 5     |
| Málaga C. F. · España                                                                                               | Total club    | Total club    | 35    | 3     | 3                   | 2                   | 0                        | 0                        | 38    | 5     |
| Śląsk Wrocław · Polonia                                                                                             | 1.ª           | 2021-22       | 25    | 2     | 1                   | 0                   | 1                        | 0                        | 27    | 2     |
| Śląsk Wrocław · Polonia                                                                                             | 1.ª           | 2022-23       | 18    | 0     | 1                   | 1                   | —                        | —                        | 19    | 1     |
| Śląsk Wrocław · Polonia                                                                                             | Total club    | Total club    | 43    | 2     | 2                   | 1                   | 1                        | 0                        | 46    | 3     |
| R. C. Recreativo de Huelva · España                                                                                 | 1.ª F         | 2023-24       | 35    | 10    | 1                   | 0                   | —                        | —                        | 36    | 10    |
| R. C. Recreativo de Huelva · España                                                                                 | 1.ª F         | 2024-25       | 33    | 9     | —                   | —                   | —                        | —                        | 33    | 9     |
| R. C. Recreativo de Huelva · España                                                                                 | Total club    | Total club    | 126   | 41    | 1                   | 0                   | 0                        | 0                        | 127   | 41    |
| Total carrera | Total carrera | Total carrera | 404   | 81    | 10                  | 4                   | 1                        | 0                        | 415   | 85    |
| (1) Incluye datos de la Copa del Rey y Copa de Polonia. (2) Incluye datos de la Liga Europa Conferencia de la UEFA. |               |               |       |       |                     |                     |                          |                          |       |       |